# Августівка (колонія)
Августівка (рос. Августовка, Аугустовка) — колишня німецька колонія у Жолобенській волості Новоград-Волинського повіту Волинської губернії.
Розміщувалася на відстані 25 км південно-західніше м. Новоград-Волинський. Мешканці сповідували лютеранство, належали до Новоград-Волинської лютеранської парафії.

## Населення
Наприкінці 19 століття налічувалося там 64 жителі та 12 дворів.
У 1906 році нараховувала 15 дворів та 57 мешканців.

## Історія
Наприкінці 19 століття — колонія Жолобенської волості Новоград-Волинського повіту, за 22 версти від Новограда-Волинського.
В 1906 році колонія входила до складу Жолобенської волості (1-го стану) Новоград-Волинського повіту. Відстань до повітового центру, м. Новограда-Волинського, складала 30 верст, до волосної управи в с. Жолобне — 8 верст. Поштове відділення — Новоград-Волинський.
В 1912 році мала два господарства на орендованих землях.
Станом на 1923 рік не перебувала на обліку населених пунктів.